# Campomanesia aromatica
Campomanesia aromatica là một loài thực vật có hoa thuộc Họ Đào kim nương. Loài này được (Aubl.) Griseb. mô tả khoa học đầu tiên năm 1860.

## Hình ảnh

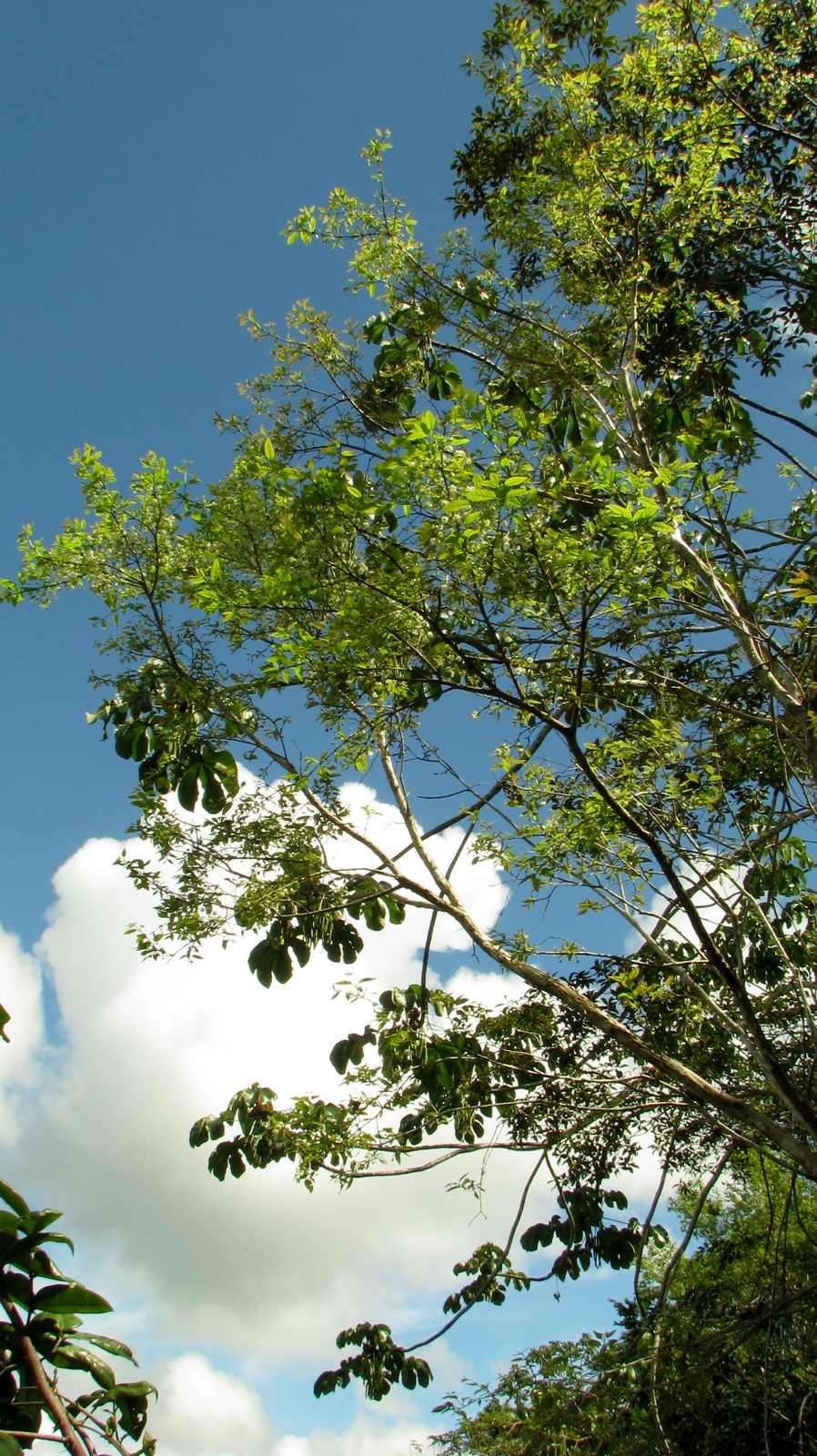
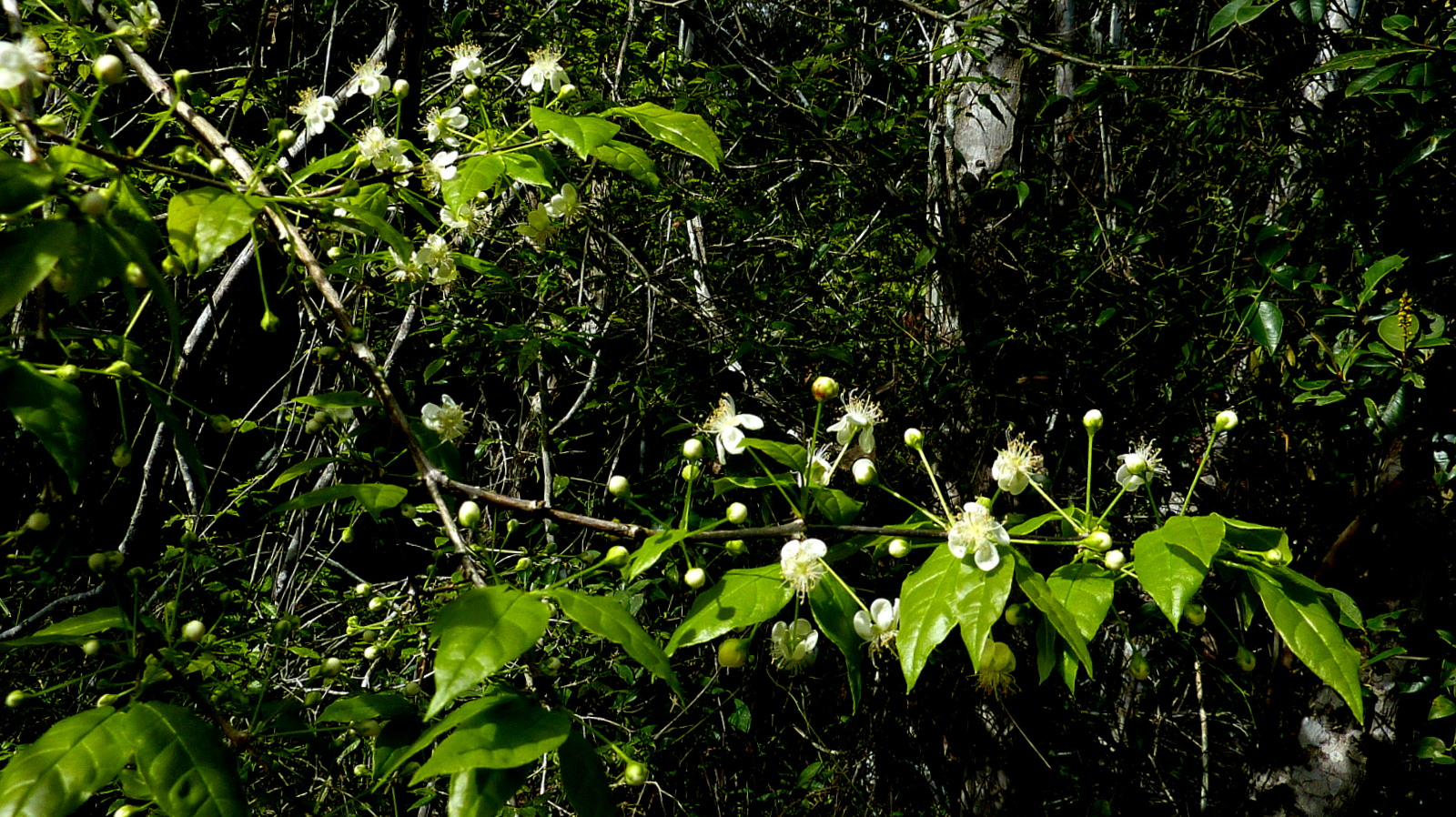